# Rohda (Haarberg)
Rohda (Haarberg) ist ein Ortsteil der Thüringer Landeshauptstadt Erfurt. Zur besseren Unterscheidung vom ebenfalls zu Erfurt gehörenden Rhoda (Steiger) trägt es den Namenszusatz Haarberg, nach dem Berg, an dessen Fuße es liegt.

## Geografie
Rohda liegt am Oberlauf des Linderbachs etwa acht Kilometer südöstlich von Erfurt. Die Gemarkung ist hügelig und von drei Wäldern bestanden: dem Wechselholz östlich von Rohda, dem Büßlebener Holz südöstlich von Rohda und dem Klosterholz südlich von Rohda. Zu Rohda gehört des Weiteren die Kolonie Haarberg, eine Siedlung von Wochenendhäusern oberhalb des Dorfes an der Landesstraße von Erfurt nach Kranichfeld. Nachbardörfer sind Niedernissa im Westen, Obernissa im Osten und Büßleben im Norden.

## Geschichte
Rohda wurde 1249 erstmals urkundlich erwähnt. Es gehörte zur Grafschaft Vieselbach, die die Grafen von Gleichen 1343 an die Stadt Erfurt verkauften. So blieb das Dorf bis zum Wiener Kongress 1815 an Erfurt gebunden und gehörte zu Kurmainz. Auf dem Wiener Kongress ordnete man das Dorf dem Großherzogtum Sachsen-Weimar-Eisenach zu, zu dem es bis 1920 gehörte. Danach wurde es Teil des neu gegründeten Landes Thüringen bzw. des Landkreises Weimar. 1952 kam es zum Kreis Erfurt-Land.
Am 14. März 1974 wurde Rohda in die damalige Gemeinde Windischholzhausen eingegliedert. Am 1. Juli 1989 wurde die Ortschaft in die Gemeinde Niedernissa und am 1. Juli 1994 zusammen mit ihr in die Stadt Erfurt umgegliedert.
Am Tag der Einheit, dem 3. Oktober 2020, wurde in Rohda auf privatem Grundstück, am Ortsausgang Kirchgraben/Klettbacher Straße, ein Gedenkstein mit folgenden Texten enthüllt: „Zum Gedenken an die Opfer und Geschädigten Bauern, anlässlich der Zwangskollektivierung in der DDR im Frühjahr 1960 (auch sozialistischer Frühling genannt)“ und darunter: „Ebenfalls in Erinnerung derer, welche 1952 und 1961 im Innerdeutschen Grenzgebiet zwangsausgesiedelt wurden, ihre Heimat, Haus und Hof verloren“. „Die privaten Bauern und der Bauernbund Thüringen“

### Einwohnerentwicklung

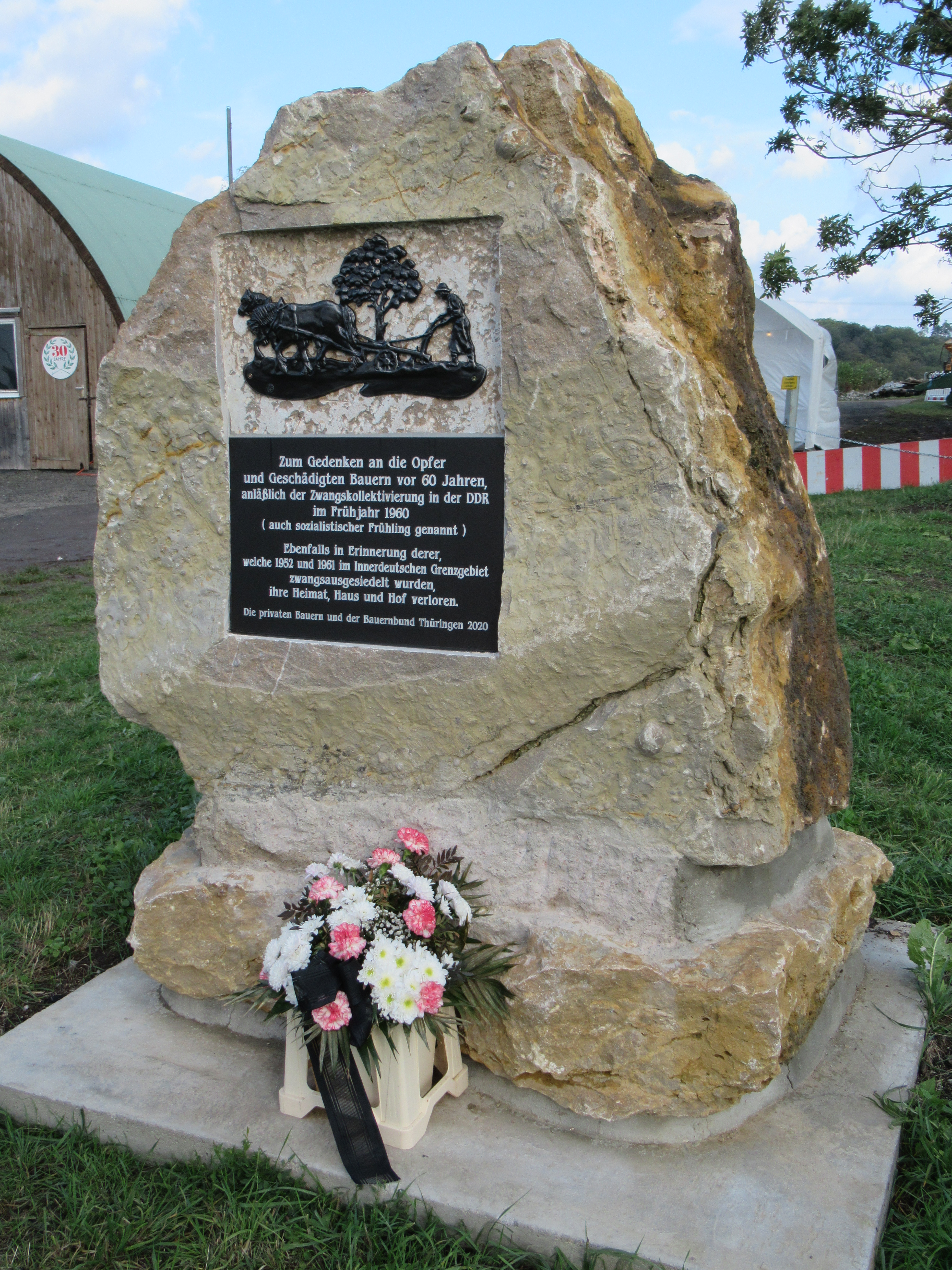
Denkmal an Zwangskollektivierung und Zwangsaussiedlung

| Jahr      | 1843 | 1910 | 1939 | 1995 | 2000 | 2005 | 2010 | 2015 | 2020 |
| --------- | ---- | ---- | ---- | ---- | ---- | ---- | ---- | ---- | ---- |
| Einwohner | 099  | 125  | 158  | 244  | 291  | 305  | 299  | 254  | 251  |

## Wirtschaft und Verkehr
Rohda ist ein nahezu reiner Wohnort. Die nächsten Gewerbegebiete liegen in Erfurt-Südost und an der Bundesstraße B 7 in Linderbach.
Straßen verbinden Rohda mit Niedernissa und Obernissa.